# Wymysöriska
Wymysöriska (Wymysiöeryś) är ett västgermanskt språk som talas i den lilla staden Wilamowice (Wymysöu på Wymysöriska) nära Bielsko-Biała på gränsen mellan Schlesien och Lillpolen i Polen. I nuläget har troligen mellan 70 och 100 personer språket som modersmål. Majoriteten är dock äldre personer och Wymysöriska klassas därför av Unesco som ett hotat språk. 

## Historia
Wymysöriska kan härledas till medelhögtyska med starka influenser av lågtyska, nederländska, frisiska, polska och fornengelska. Befolkningen i Wilamowice tros vara ättlingar till de nybyggare som från Tyskland, Flandern och Skottland anlände till Polen under 1200-talet efter att mongolerna förstörde och plundrade många byar. Dock har folket alltid nekat till sitt tyska ursprung och berättat om sitt flamländska ursprung. Trots språkets släktdrag till tyska kan språket ej förstås av tyskar utan vidare studier.
Wymysöriska var huvudspråk i Wilamowice fram tills 1945. Dock har språket varit under tillbakagång under 1900-talet. År 1880 talade så många som 92% (1525 av 1662) av stadens invånare wymysöriska, 1890 hade det minskat till 72%, vid sekelskiftet 67% och 1910 gick det upp till 72% igen. Språket lärdes ut i stadens skolor under namnet lokal variant av tyska. Sedan 1875 infördes polska som det grundläggande språket bland Galiziens universitet. Under den tyska ockupationen av Polen under andra världskriget främjades språket av nazisterna. När krigslyckan vände och kommunisterna tog makten förbjöds språket i alla former. Många med språket som modersmål slutade med att lära ut det till sina barn trots att förbudet hävdes 1956. Sedan dess har språket långsamt men säkert ersatts av polska, speciellt bland den yngre generationen.   
Författaren Florian Biesik som föddes i Wilamowice 1849 skrev flera verk på wymysöriska där han försökte bevisa att språket inte härstammade från tyskan utan nederländska eller flamländska.

## Wymysöriska alfabetet

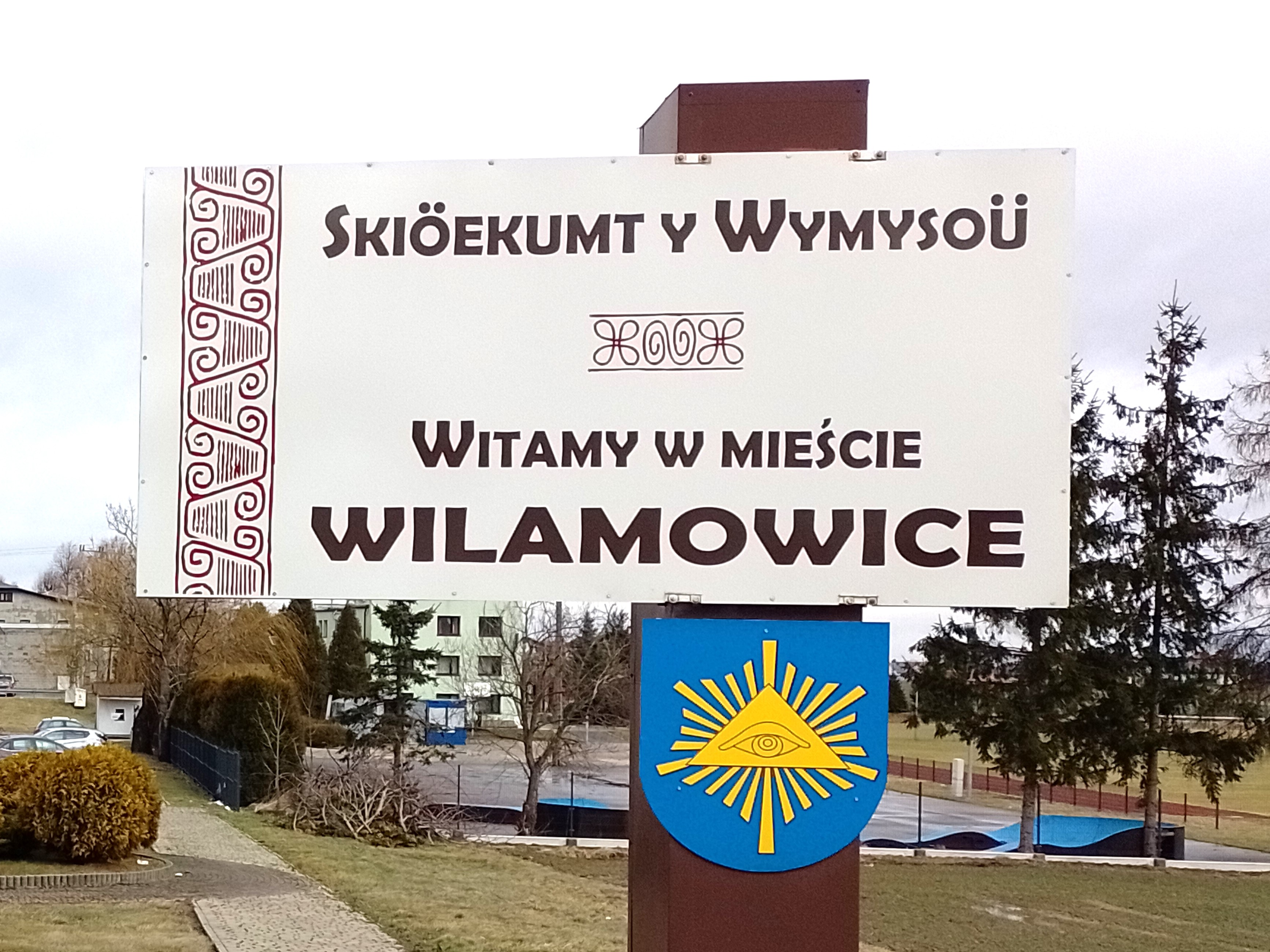
Tvåspråkig välkomsthälsning till staden.
Överst wymysöriska: Skiöekumt y Wymysoü.
Nederst polska: Witamy w mieście Wilamowice.

Wymysöriska har under århundraden främst varit ett talat språk. Det dröjde ända till Florian Biesik som under slutet av 1800-talet skrev det första verket på språket som ett latinskt alfabet uppstod. Biesik skrev sina verk med framför allt det polska alfabetet då han tyckte det passade språket bäst. På senare tid har Józef Gara, en annan författare av verk på språket utarbetat ett tydligt Wymysöriskt alfabet vilket innehåller 34 bokstäver från det latinska alfabetet baserat på framförallt det polska alfabetet:
| Versaler ("stora bokstäver") |    |   |   |   |   |   |   |   |   |   |   |   |   |   |   |   |   |   |   |   |   |   |   |   |   |   |   |   |   |   |   |   |   |
| A                            | Ao | B | C | Ć | D | E | F | G | H | I | J | K | L | Ł | M | N | Ń | O | Ö | P | Q | R | S | Ś | T | U | Ü | V | W | Y | Z | Ź | Ż |
| Gemener ("små bokstäver")    |    |   |   |   |   |   |   |   |   |   |   |   |   |   |   |   |   |   |   |   |   |   |   |   |   |   |   |   |   |   |   |   |   |
| a                            | ao | b | c | ć | d | e | f | g | h | i | j | k | l | ł | m | n | ń | o | ö | p | q | r | s | ś | t | u | ü | v | w | y | z | ź | ż |

## Jämförelse
En samling Wymysöriska ord tillsammans med svenska, tyska, nederländska och engelska översättningar. Observera att ł läses som engelskans w och w som v: 
| Svenska   | Wymysöriska | Medelhögtyska              | Tyska                       | Nederländska | Engelska | kommentar                                                                      |
| --------- | ----------- | -------------------------- | --------------------------- | ------------ | -------- | ------------------------------------------------------------------------------ |
| ensam     | ałan        | alein(e)                   | allein                      | alleen       | alone    | jämför svenskans allena (idag ålderdomligt eller dialektalt)                   |
| och       | ana, an     | und(e), unt                | und                         | en           | and      |                                                                                |
| bro       | bryk        | brücke, brucke             | Brücke                      | brug         | bridge   |                                                                                |
| dum       | duł         | tol, dol ’dum, meningslös’ | toll ’fantastisk, underbar’ | dol ’galen’  | dumb     |                                                                                |
| höra      | fulgia      | folgje                     | hören                       | horen        | hear     | jämför tyskans folgen, och nederländskans volgen "att följa"                   |
| helt      | ganc        | ganz                       | ganz                        | heel         | entirely |                                                                                |
| domstol   | gyrycht     | geriht                     | Gericht                     | gerecht      | Court    | jämför tyskans Recht "laglig rätt"                                             |
| hund      | hund        | hunt                       | Hund                        | hond         | dog      |                                                                                |
| himmel    | dyr hymuł   | himel                      | Himmel                      | hemel        | heaven   |                                                                                |
| kärlek    | łiwa        | liebe                      | Liebe                       | liefde       | love     |                                                                                |
| lite      | a mikieła   | michel ’much’              | ein bisschen                | een beetje   | a bit    | jämför svenskans mycken (ordet har i wymysöriskan kommit att betyda motsatsen) |
| moder     | müter       | muoter                     | Mutter                      | moeder       | mother   |                                                                                |
| mitten    | mytuł       | mittel                     | Mitte                       | middel       | middle   |                                                                                |
| ingen     | nimanda     | nieman                     | niemand                     | niemand      | no one   |                                                                                |
| nej       | ny          | ne, ni                     | nein                        | nee(n)       | no       |                                                                                |
| andedräkt | ödum        |                            | Atem                        | adem         | breath   |                                                                                |
| elefant   | olifant     |                            | Elefant                     | olifant      | elephant |                                                                                |
| kväll     | öwyt        | ābent                      | Abend                       | avond        | evening  |                                                                                |
| skriva    | śrajwa      | schrīben                   | schreiben                   | schrijven    | write    |                                                                                |
| syster    | syster      | swester                    | Schwester                   | zuster       | sister   |                                                                                |
| sten      | śtaen       | stein                      | Stein                       | steen        | stone    |                                                                                |
| dricka    | trynkia     | trinken                    | trinken                     | drinken      | drink    |                                                                                |
| bild      | obrozła     |                            | Bild                        | beeld        | picture  |                                                                                |
| värld     | wełt        | werlt                      | Welt                        | wereld       | World    |                                                                                |
| vinter    | wynter      | winter                     | Winter                      | winter       | winter   |                                                                                |
| silver    | zyłwer      | silber                     | Silber                      | zilver       | silver   |                                                                                |
| sju       | zyjwa       |                            | sieben                      | zeven        | seven    |                                                                                |
| välkommen | sgiöekumt   | wil(le)kōme(n)             | wilkommen                   | welkom       | welcome  |                                                                                |